# Jacob von Albaum
Jacob von Albaum (* vermutlich vor 1500; † 1548) war Abt des Klosters Grafschaft im Herzogtum Westfalen in der Zeit von 1525 bis zu seinem Tod.
Aus der Zeit als Abt haben sich von Jacob von Albaum zahlreiche Urkunden im Archiv des Klosters im Bestand des Nordrhein-Westfälischen Staatsarchives Münster erhalten. Der Name „von Albaum“ macht die Herkunft des Abtes aus dem Dorf Albaum in der heutigen Gemeinde Kirchhundem deutlich und ist nicht als Adelsname zu bewerten. In der vorletzten ihn nennenden Urkunde des Bestandes von 1547 wird der Abt Jacobus Molitor genannt, ein Hinweis darauf, dass er vom Mühlengut in Niederalbaum stammte. Die Monumenta Monasterii Grafschaftensis (Denkwürdigkeiten aus der Geschichte des Klosters Grafschaft) nach der Übersetzung von Manfred Wolf nennen als Zeitpunkt der Wahl zum Abt das Jahr 1525. In den Urkunden des Klosters erscheint er ab 1526, was aber eine frühere Wahl nicht ausschließt. Todeszeitpunkt ist nach der Monumenta das Jahr 1549, was sich aber mit der unmittelbar folgenden Eintragung des Abtes Matheus Müller widerspricht, dessen Wahl 1548 erfolgte. Der Urkundenüberlieferung des Klosters zufolge fand die Wahl des Abtes Matheus Müller nach dem Tod Jacobs von Albaum 1548 statt. Erzbischof Adolf von Köln bestätigte die Wahl am 22. November 1548 (Urk. Nr. 318).
An der Spitze des Klosters Grafschaft übte Jacob von Albaum in der ersten Hälfte des 16. Jahrhunderts Einfluss auf das geistige und wirtschaftliche Geschehen des Herzogtums Westfalen aus. In seiner Eigenschaft als Abt war er Grundherr über eine nicht unerhebliche Anzahl von Höfen und Eigenhörigen. Er verstand es in insbesondere finanziell schwieriger Zeit durch geschickte Vergleiche die Rechte des Klosters zu wahren. 1527 schloss er mit der Stadt Schmallenberg einen Vertrag über die Güter des Klosters zu Gleidorf. Nach der Überlieferung in den Monumenta Monasterii Grafschaftensis war das Dorf durch eine Pestepidemie entvölkert. Die Klostergüter des Dorfes wurden durch den Vertrag an Bürger der Stadt Schmallenberg verpachtet. Mit der Stadt Warstein schloss Jacob von Albaum 1529 und 1537 Verträge über den Zehnten bzw. deren Ablösung. Mit der Stadt Attendorn beendete er 1538 einen Streit über das dortige Lehen des Klosters.